# Goudborsttangare
De goudborsttangare (Bangsia rothschildi) is een zangvogel uit de familie Thraupidae (tangaren).

## Verspreiding en leefgebied
Deze soort komt voor in de Andes van westelijk Colombia tot noordwestelijk Ecuador.